# Suzanne Tamim
Suzanne Tamim (ur. 23 września 1977 w Bejrucie, zm. 28 lipca 2008 w Dubaju) – libańska piosenkarka.
Tamim rozsławiła się w świecie arabskim po zdobyciu nagrody sponsorowanej przez Studio El Fan w 1996 r. 
Jej głos był dostosowany do melodii pop, jak i klasycznej melodii arabskiej.
Suzanne Tamim znaleziono martwą w jej własnym domu 28 lipca 2008 r. w Dubaju. Padła ofiarą morderstwa, zleconego przez Hiszama Talata Mustafę. Były oficer policji Sukkari wszedł do mieszkania gwiazdy, podając się za robotnika ekipy remontowej, i zadźgał ją nożem, zadając jej kilkanaście ran i podcinając gardło.
28 września 2010 egipski sąd skazał na 15 lat więzienia Hiszama Talata Mustafę uchylając tym samym wyrok śmierci z maja 2009 roku. Sąd zmienił też karę - z kary śmierci na dożywocie (25 lat) dla wykonawcy zlecenia Muhsina Sukkariego.

## Dyskografia
- 2002 - Sakin Qalbi